# Ломки (Шуйский район)
Ломки — деревня в Шуйском районе Ивановской области. Входит в состав Остаповского сельского поселения.

## География
Находится в южной части Ивановской области на расстоянии приблизительно 11 км на восток-юго-восток по прямой от районного центра города Шуя на левобережье реки Теза.

## История
Деревня была отмечена на карте 1840 года. В 1859 году здесь (тогда деревня в составе Шуйского уезда Владимирской губернии) было учтено 25 дворов. Ныне имеет дачный характер.

## Население
Постоянное население составляло 130 человек (1859 год), 0 как в 2002 году, так и в 2010.